# Jacobi-identiteit
In de wiskunde is de Jacobi-identiteit een eigenschap waar een binaire operatie aan kan voldoen en die bepaalt hoe de volgorde van evaluatie zich voor de gegeven operatie gedraagt. De volgorde van evaluatie is belangrijk voor operaties die aan de Jacobi-identiteit voldoen. Daarin verschillen deze operaties van associatieve operaties, waar de volgorde er niet toe doet. De identiteit is naar Carl Jacobi genoemd.
Een binaire operatie {\displaystyle *} op een verzameling {\displaystyle S}, die een commutatieve binaire operatie {\displaystyle +} bezit, voldoet aan de  Jacobi-identiteit als
{\displaystyle a*(b*c)+c*(a*b)+b*(c*a)=0\quad \forall {a,b,c}\in S}
In een lie-algebra zijn objecten die voldoen aan de Jacobi-identiteit infinitesimaal kleine bewegingen. Wanneer zij acteren op een operator met een infinitesimale beweging, is de verandering in de operator de commutator.
De Jacobi-identiteit luidt in formule:
{\displaystyle [[A,B],C]=[A,[B,C]]-[B,[A,C]]}
Dat betekent dat 'de infinitesimale beweging van {\displaystyle B} gevolgd door een infinitesimale beweging van {\displaystyle A}, anders: {\displaystyle [A,[B,\cdot \,]]}, minus de infinitesimale beweging van {\displaystyle A,} gevolgd door de infinitesimale beweging van {\displaystyle B}, of {\displaystyle [B,[A,\cdot \,]]}, is de infinitesimale beweging van {\displaystyle C}, of {\displaystyle [[A,B],\cdot \,]}, wanneer deze op een willekeurige infinitesimale beweging inwerkt. Zij zijn dus gelijk.'